# Voděrady, Rychnov nad Kněžnou
Voděrady là một làng thuộc huyện Rychnov nad Kněžnou, vùng Královéhradecký, Cộng hòa Séc.